# Policarpo Mingote y Tarazona
Policarpo Mingote y Tarazona (1848-1918) fue un profesor, publicista, historiador y escritor español.

## Biografía
Nacido en 1848 en Granada, estudió en la Universidad de Zaragoza, fue catedrático del Instituto de León, así como concejal y teniente de alcalde de la ciudad. Fue nombrado miembro correspondiente de la Real Academia de la Historia en León. Fue autor de obras como Guía del viajero en León y su provincia (1879), sobre la provincia de León, Varones ilustres de la Provincia de León (1880)  o Geografía de España y sus colonias (1887), entre otras. Falleció en 1918.